# Tetralonia okinawae
Tetralonia okinawae är en biart som beskrevs av Heinrich Friese 1909. Tetralonia okinawae ingår i släktet Tetralonia och familjen långtungebin. Inga underarter finns listade i Catalogue of Life.